# فرودگاه نیروی هوایی سلطنتی وودویل
فرودگاه نیروی هوایی سلطنتی وودویل (به انگلیسی: RAF Woodvale) یک فرودگاه نظامی است که یک باند فرود آسفالت دارد و طول باند آن ۱۶۴۷ متر است. این فرودگاه در کشور انگلستان قرار دارد و در ارتفاع ۱۱ متری از سطح دریا واقع شده است.